# Officieel scheepsnummer

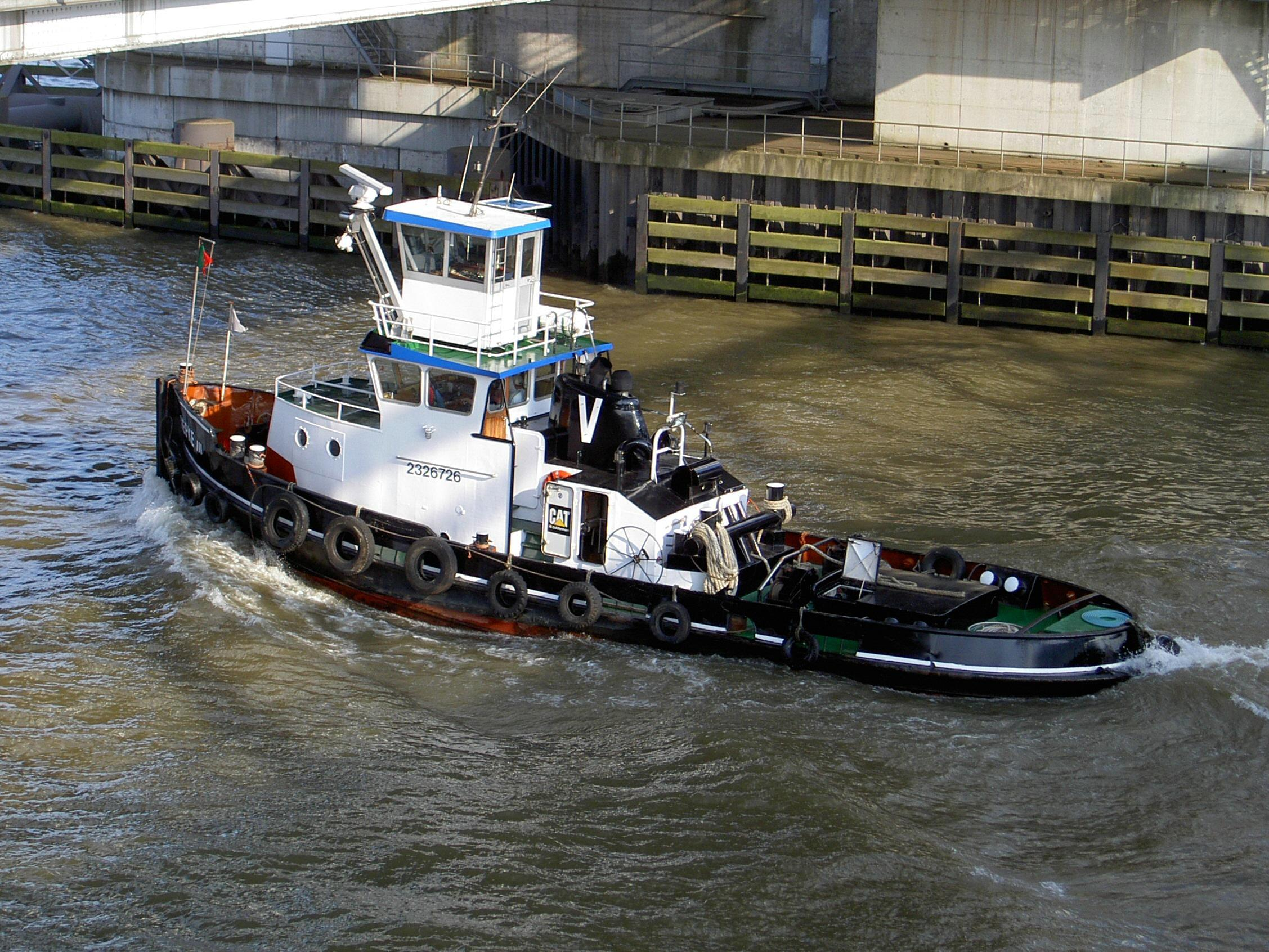
De Gepke III nog met het Europanummer 2326726.

Het officieel scheepsnummer was een nummer van zeven  Arabische cijfers dat door een Rijnoeverstaat of België werd afgegeven bij een "Verklaring inzake het behoren tot de Rijnvaart". Het wordt daarom ook wel met Rijnvaartnummer aangeduid. Van oudsher heeft men het in de binnenvaart over het Europanummer.
Het nummer werd op binnenschepen aan weerszijden en achterop aangebracht in lichte letters op een donkere ondergrond of donkere letters op een lichte ondergrond.
Het officieel scheepsnummer werd vanaf 1 april 2007 vervangen door het European Number of Identification (ENI-nummer), bij het vernieuwen van het Certificaat van Onderzoek of het afgeven van een nieuw exemplaar. Voor schepen die al een officieel scheepsnummer hadden werd er dan een nul (0) voor gezet. ENI-nummers zijn dus te herkennen aan 8 Arabische cijfers.

## Grondslag
Het scheepsnummer is verplicht voorgeschreven voor alle vaartuigen die voldoen aan de Artikel 36 lid 1 van de Binnenvaartwet. Daaronder vallen in ieder geval ook alle gecertificeerde pleziervaartuigen, de schepen van 20 meter en langer of met een blokvolume van 100 m3 of meer. (Meestal sleep- of duwboten.) Het zichtbaar voeren van het scheepsnummer is op basis van de Binnenvaartregeling artikel 3.13 lid 4 niet van toepassing voor pleziervaartuigen. De afmetingen en waar aangebracht is geregeld in de politiereglementen.

## Doel
De verklaring had tot doel de binnenvaartvloten van de Oostbloklanden te weren uit West-Europa toen voorzien werd dat in 1992 het Rijn-Main-Donaukanaal zou worden geopend. De verklaring moest worden aangevraagd bij het Ministerie van Verkeer en Waterstaat, Directoraat-Generaal van het Verkeer, Afdeling Goederenvervoer te Water. In Nederland werd de eerste verklaring op 26 maart 1986 uitgereikt door staatssecretaris Scherpenhuizen. Elk schip op de Rijn dat goederen en personen vervoerde werd verplicht uiterlijk 1 februari 1987 over zo'n verklaring te beschikken.

## Gebruik
Het nummer wordt  voor allerhande vormen van scheepsregistratie (IVS90, RIS, AIS, diverse scheepsdocumenten, enz.) gebruikt. Zeeschepen en pleziervaartuigen tot 20 meter lengte of met een blokvolume van minder dan 100 m3 kregen in principe geen officieel scheepsnummer. 
Zeeschepen krijgen wel een zogenaamd IMO-nummer, dat uitgegeven wordt door Lloyds.
Alle vaste gegevens van schepen met een ‘Europanummer’ staan in het IVS90-schepenbestand. De vaste gegevens zijn: de scheepsnaam of het officiële scheepsnummer, het laadvermogen in tonnen, het scheepstype, de eigenaar, de nationaliteit, de lengte in centimeters en de breedte in centimeters.

## Toekenning
In de Herziene Rijnvaartakte is opgenomen dat alleen vaartuigen die tot de Rijnvaart behoren goederen en personen mogen vervoeren tussen twee punten gelegen aan de rivier. Daarvoor is een "Verklaring inzake het behoren tot de Rijnvaart" nodig. Die verklaring wordt afgegeven door de staat waarmee het schip een zogenaamde "reële band" heeft. Dat wil zeggen dat het vaartuig daar is ingeschreven in een openbaar register - is te boek gesteld - en de eigenaar daar woont of het scheepsbedrijf daar is gevestigd. De betreffende staat geeft de verklaring af en vermeldt daarop het officieel scheepsnummer.
Aan vaartuigen die niet uit één der Rijnoeverstaten of België afkomstig zijn werd het officiële scheepsnummer toegekend door de bevoegde instantie van de staat waarin de Commissie van Deskundigen is gevestigd die het Certificaat van Onderzoek afgeeft.

## Structuur
De eerste cijfers duidden het land aan dat het officiële scheepsnummer heeft toegekend. Daarmee is het nummer gebonden aan het land waar het schip ingeschreven is en kan dus - in tegenstelling tot het ENI-nummer - gedurende de levensloop van het schip veranderen.
- Frankrijk 	 18
- Nederland 	 20 t/m 33
- Duitsland 	 40 t/m 59
- België 	 6
- Zwitserland    70
- Luxemburg 	 80

In Nederland heeft men het nummer genomen waarmee het schip in het scheepsregister is ingeschreven en er een 2 of 3 cijferige code van het teboekstellingskantoor voorgezet. De Nederlandse nummers beginnen derhalve met een getal tussen 20 en 33:
| Teboekstellingskantoren                 | Genummerd |
| --------------------------------------- | --------- |
| Alkmaar (ALKM), 1926-1966               | 311       |
| Almelo (ALM), 1926-1966                 | 312       |
| Amersfoort (AMERS), 1926-1966           | 313       |
| Amsterdam (AMST), 1926-2007             | 20        |
| Appingedam (APPING), 1926-1949          | 314       |
| Arnhem (ARNH), 1926-1966                | 315       |
| Assen 1926-1966                         | 316       |
| Breda 1926-1966                         | 317       |
| Brielle 1926-1952                       | 318       |
| Den Haag (’s-HAGE), 1926-1971           | 301       |
| Deventer (DEV), 1926-1959               | 319       |
| Dordrecht (DORD), 1926-1975             | 21        |
| Eindhoven (EINDH),1926-1966             | 321       |
| Goes (GOES), 1926-1960                  | 322       |
| Gorinchem (GOR), 1926-1960              | 323       |
| Groningen (GRONG), 1926-2007            | 22        |
| Haarlem (HAARL), 1926-1966              | 302       |
| Heerenveen (HEERENV), 1926-1959         | 324       |
| 's Hertogenbosch ( ’s-BOSCH), 1926-1966 | 325       |
| Hoorn 1926-1960                         | 326       |
| Leeuwarden (LEEUW), 1926-1966           | 327       |
| Leiden (LEID), 1926-1966                | 303       |
| Maastricht (MAASTR), 1926-1966          | 328       |
| Middelburg (MIDDEL), 1926-1966          | 329       |
| Nijmegen (NIJM), 1926-1966              | 331       |
| Rijswijk (RIJSW), 1926-1975             | 24        |
| Roermond (ROERM), 1926-1966             | 332       |
| Rotterdam (ROTT), 1926-2010             | 23        |
| Sneek 1926-1959                         | 333       |
| Tiel 1926-1961                          | 334       |
| Utrecht (UTR), 1926-1966                | 335       |
| Winschoten (WINSCH), 1926-1966          | 304       |
| Zierikzee (ZZEE), 1926-1966             | 336       |
| Zutphen (ZUTPH), 1926-1966              | 337       |
| Zwolle (ZWOLLE), 1926-1966              | 305       |

Voor schepen die ook op zee kunnen en mogen varen worden aparte nummers gebruikt:
- Amsterdam vanaf 8608 Z Amst:   25
- Groningen vanaf 5284 Z Gron:   26
- Rotterdam vanaf 16810 Z Rott:  27

In totaal bestaat het nummer uit zeven cijfers. De ontbrekende velden worden opgevuld met nullen. (Bij twee-cijferige nummers van het teboekstellingskantoor wordt een 0 (nul) na die twee cijfers opgenomen.) Een officieel scheepsnummer als 3011455 is dus terug te brengen tot een Nederlands schip, dat in Den Haag te boek is gesteld onder nummer 1455. En een schip waarvan niet meer bekend is dan dat het te boek is gesteld onder 2886 B Rott 1928 zal als officieel scheepsnummer 2302886 kunnen gebruiken. De ENI-nummers van deze schepen worden dan 03011455 en 02302886. Het verschil met het officieel scheepsnummer is, dat het ENI-nummer aan het schip wordt gekoppeld en niet meer wijzigt. Ook niet als het schip naar het buitenland wordt verkocht. Dit is overeenkomstig het gebruik van het IMO-nummer voor zeeschepen.
Schepen die niet te boek gesteld zijn, zoals overheidsschepen, of schepen die door hun afmetingen niet te boek gesteld hoeven worden, kunnen nummer 38 of 39 krijgen. 
Havencode · Europanummer · ENI-nummer · IMO-nummer · Teboekstellingsnummer · MMSI · ATIS · AIS